# Saison 2 de Preacher
Chronologie
Saison 1 Saison 3
Cet article présente le guide des épisodes de la deuxième saison de la série télévisée américaine Preacher.

## Synopsis de la saison
Jesse Custer est pasteur malgré lui d'une petite ville du Texas. Cette dernière est habitée par une mystérieuse entité qui donne le pouvoir à Jesse, de plier les gens à sa volonté. Jesse décide donc, avec sa petite amie un jour sur deux, Tullip et un vampire irlandais nommé Cassidy, de se lancer dans une quête pour littéralement trouver Dieu.

## Distribution

### Acteurs principaux
- Dominic Cooper (VF : Stéphane Pouplard) : Révérend Jesse Custer
- Ruth Negga (VF : Nathalie Karsenti) : Tulip O'Hare
- Joseph Gilgun (VF : Jérémy Prévost) : Cassidy
- Graham McTavish (VF : Patrick Béthune) : le « Saint des Tueurs »

### Acteurs récurrents et invités
- Ian Colletti (VF : Gwendal Anglade) : Eugene Root / Assface
- Tom Brooke (VF : Laurent Morteau) : Fiore

## Liste des épisodes

### Épisode 1: Sur la route (On the Road)
- États-Unis : 25 juin 2017 sur AMC

### Épisode 2: Le Saint des Tueurs (Mumbai Sky Tower)
- États-Unis : 26 juin 2017 sur AMC

### Épisode 3: Une demoiselle en détresse (Damsels)
- États-Unis : 3 juillet 2017 sur AMC

### Épisode 4: Viktor (Viktor)
- États-Unis : 10 juillet 2017 sur AMC

- Frankie Muniz (lui-même)
- Mark Harelik (Mark Harelik)

Jesse retrouve Cassidy chez son ami Denis, ignorant tout de la situation de Tulip. Ils aperçoivent dans une publicité celui qui se faisait passer pour Dieu lors de l'apparition à l'église de Jesse, et cherchent à le retrouver par son agent. Ils apprennent ainsi qu'il est mort, tué pour arriver au Paradis. Jesse réalise que beaucoup d'éléments l'ont amené à la Nouvelle-Orléans, voire trop. Cassidy finit par ne plus cacher son inquiétude avec la disparition de Tulip emmenée de force chez Viktor Kruglov, un truand local puissant. Grâce à Genesis, Jesse force l’entrée et retrouve Tulip, qui lui avoue que Viktor est son mari.

### Épisode 5: Dallas (Dallas)
- États-Unis : 17 juillet 2017 sur AMC

Jesse est prêt à torturer Viktor et utilise la Voix pour faire partir Tulip. Elle retourne chez Denis avec la fille de Viktor, craignant le massacre.
Jesse se souvient alors de la façon dont sa relation avec Tulip a dégénéré après le casse raté de Dallas. Ils ont tenté de se ranger et mener une vie honnête, refusant les offres de Dany, leur contact ; Jesse était barman, Tulip travaillait dans l'immobilier et ils tentaient à nouveau d'avoir un enfant après la fausse couche de Tulip. Cependant, après plusieurs mois, Jesse découvre que Tulip prend la pilule et a repris depuis longtemps les missions criminelles. Jesse, déjà en pleine crise de foi, décide de retourner à Annville, devenir pasteur et reprendre la paroisse de son père. Tulip épouse Viktor quelque temps plus tard, préférant la vie de criminelle et disparait quand Dany lui annonce avoir retrouvé Carlos.

### Épisode 6: Le fourgon blindé (Sokosha)
- États-Unis : 24 juillet 2017 sur AMC

Grâce à la fille de Viktor, le Saint des Tueurs a trouvé l'appartement de Dennis et recommence son massacre. Jesse, Tulip et Cassidy sont partis à la recherche d'informations sur cet homme et découvrent son passé : ancien soldat connu pour sa cruauté pendant la Guerre de Sécession, il a cru avoir une chance de rédemption auprès de sa femme et sa fille, finalement emportés par la maladie, un événement qui a brisé son âme. Jesse a alors une idée et empêche le Saint des Tueurs de tuer Dennis. Il lui révèle la désertion de Dieu et lui promet une âme pour aller au Paradis et rejoindre sa famille. Le Saint des Tueurs lui laisse une heure.

### Épisode 7: Le Graal (Pig)
- États-Unis : 31 juillet 2017 sur AMC

Jesse a fini d'écumer les clubs de jazz de la Nouvelle-Orléans à la poursuite de Dieu. Avec Tulip et Cassidy, il décide de passer leurs derniers moments dans la ville avant de reprendre la route. Ils trouvent un club secret où des hommes s'amusent à se tirer dessus, équipés de gilets pare-balles, et les dépouillent en utilisant l’immortalité de Cassidy. Pendant la soirée, Cassidy apprend que Dennis est mourant et espère que son père le changera en vampire. Cassidy refuse dans un premier temps, puis, en se réveillant dans une morgue, hésite. Tulip ne parvient pas à se remettre de sa rencontre avec le Saint des Tueurs et décide d'affronter son traumatisme en retournant au club de tir. Jesse trouve un prédicateur fou dans la rue qui semble en savoir long sur les desseins de Dieu et l’Apocalypse imminente ; quand il évoque le prélèvement d'âmes, le prédicateur lui répond que c'était la pire chose à faire.

### Épisode 8: Sur le fil (Holes)
- États-Unis : 7 août 2017 sur AMC

Jesse continue sa recherche de Dieu en voulant analyser la vidéo et obtenir des détails sur la personne qui a tué le faux Dieu. Il se rend dans un magasin de télévision mais malgré un filtrage poussé plan par plan de la vidéo, ils ne trouvent rien, passant à côté du fait que le DVD a été produit par Grail Industries, la couverture du Graal. Tulip continue de se remettre de sa rencontre avec le Saint des tueurs en rebouchant les trous d'impact faits par les balles du tireur. Elle trouve alors sans le savoir la planque des agents du Graal qui les surveillent. Cassidy voit Denis, son fils, mourir de vieillesse et envisage de le transformer en vampire, malgré toutes les personnes qui le lui déconseillent.

### Épisode 9: État de siège (Puzzle Piece)
- États-Unis : 14 août 2017 sur AMC

Jesse est dans l’impasse dans sa recherche de Dieu, prêt à accepter n’importe quel indice. Cassidy a finalement changé Dennis en vampire. Tulip ne parvient pas à se remettre et continue à fréquenter le club de tir. Une nuit, le Graal envoie six hommes capturer Jesse Custer, mais avec les deux vampires et le pouvoir de la Voix, Jesse parvient à les tuer et contrôle la police pour étouffer l’affaire. Herr Starr est très déçu de ses agents et passe près de les abattre quand ils décident de prendre une décision radicale : tuer Jesse Custer par un tir de drone.

### Épisode 10: Le Messie (Dirty Little Secret)
- États-Unis : 21 août 2017 sur AMC

Jesse écoute Starr lui parler du Graal mais il n'est intéressé que par ce qu'il sait de la fuite de Dieu. Par la Voix, il le force à être introduit dans les locaux du Graal, où Jesse rencontre le Pape et l'archevêque de Canterbury, mais les deux éminences n'ont que des hypothèses. Quand les deux evêques parlent d'un garçon, Jesse force Starr à le lui présenter. Après un long voyage, Jesse est amené au plus grand secret du Graal : il y a deux mille ans, Jésus de Nazareth a eu un fils avec une femme, conçu pendant que les Apôtres priaient sur le mont des Oliviers. L'apôtre Thaddée a récupéré l'enfant et s'est assuré du secret, le Graal s'assurant de protéger la descendance du Christ, mais après 28 générations, de graves problèmes de consanguinité ont engendré une descendance dégénérée. Jesse comprend alors que Starr veut utiliser le pouvoir de Genesis pour détruire le Graal et remplacer Dieu, un blasphème pour le pasteur.

### Épisode 11: L'évasion (Back Doors)
- États-Unis : 28 août 2017 sur AMC

Sur demande de Tulip, Jesse fait sortir la camionnette où il a enfermé le Saint des Tueurs du marais, mais il la retrouve vide. Le Graal s'est en fait chargé de récupérer le Saint, afin de contribuer à séparer Jesse de son entourage. Jesse envisage de partir, une nouvelle qui réjouit Tulip et Cassidy, mais il veut continuer à chercher Dieu. En voyant que Denis s'est acheté un chien, Jesse réalise qu'il a peut-être vu Dieu : il était sous le costume de l’homme-chien dans la cave d'un club déviant. En retournant sur place, Jesse trouve les lieux vides. Jesse retourne voir Starr pour l’interroger sur Dieu. L'agent du Graal affirme qu'il ignorait que Dieu se livrait à ces jeux pervers mais savait qu'il avait perdu de sa ferveur. Il renouvelle alors sa proposition de faire de Jesse le nouveau Messie, en tentant de le faire chanter avec l’enregistrement de ses prières. Starr pense le faire plier avec la prière que Jesse a faite où il remerciait Dieu d'avoir causé la mort de son père, mais le Graal ignore qu'elle a été faite sous la contrainte après des jours de torture par la famille l'Angelle. Jesse ordonne alors à Starr par la Voix de s'enfoncer les bobines dans l'anus ; il s'exécute mais ordonne la libération du Saint des tueurs. Pendant ce temps, Tulip tente de se débarrasser des armes du Saint, une tâche impossible.

### Épisode 12: À genoux (On Your Knees)
- États-Unis : 4 septembre 2017 sur AMC

Le Saint des Tueurs a été maintenu enfermé pendant deux semaines dans l'arrière de la camionnette, une semaine sous l’eau, une seconde sous la garde du Graal. Encore hanté par les quelques souvenirs heureux qu'il a de sa famille, il accepte finalement de collaborer pour avoir une chance de pardon divin et retourne, sans ses armes, dans l’appartement de Denis. Il y retrouve Tulip et Cassidy, mais aussi Jesse encore sous le choc des choix de Dieu après son départ du Paradis. Jesse ne parvient pas à utiliser la Voix contre le Saint et se retrouve donc maîtrisé, ses amis blessés. Alors que le Saint va prendre sa revanche sur Jesse et le scalper quand des agents de l’Enfer le retiennent au dernier moment, agissant sur ordre de Starr pour sauver le pasteur. Le Saint accepte de retourner en Enfer quand ils menacent d'envoyer sa femme ou sa fille à sa place, mais ce départ implique qu'une part de l’âme de Jesse ira en Enfer avec le Saint. Après cette rencontre, Tulip et Cassidy sont amenés devant Starr, qui lui explique les plans du Graal pour Jesse. Peu après, le Pape fait une annonce officielle annonçant la venue d'un nouveau Messie. Jesse envisage d'accepter ce rôle mais Tulip et Cassidy refusent de le suivre.

### Épisode 13: À la vie à la mort (The End of the Road)
- États-Unis : 11 septembre 2017 sur AMC

Jesse a suivi Starr dans son plan pour devenir le nouveau Messie et remplacer le descendant dégénéré du Christ. Son parcours commence dans une école religieuse élémentaire où il se retrouve à défendre des enfants contre une bande de terroristes arméniens à mains nues. Starr s'étonne de ne pas l'avoir vu utiliser la Voix, mais Jesse lui cache qu'elle ne semble plus fonctionner. Tulip et Cassidy s'apprêtent à partir à Hawaï avec Denis. Cassidy a de plus en plus de mal à se détourner de son attirance envers Tulip, et Denis ne fait que le pousser à succomber. Cassidy finit donc par pousser Denis par la fenêtre, exposant son fils vampire au soleil et le tuant. Tulip retrouve une des caméras posées par le Graal, comprenant que Lara l’a manipulé pour briser le trio. Cassidy veut prévenir Jesse mais Tulip ignore l'idée, car le trio est bel et bien fini. Cependant, au moment du départ, Tulip veut confronter une dernière fois Lara, qui, démasquée, lui tire une balle dans le ventre.
Eugene et Hitler ont réussi à atteindre le Styx, où Charon fait passer ceux qui ne méritent pas d'être aux Enfers. Mais l'intendante refuse de laisser partir quiconque maintenant que Dieu est parti et qu'elle fait seule la loi. Charon reçoit un harpon dans la tête et Eugene ne fuit que grâce à Hitler qui le rejoint dans l'embarcation. Une fois de retour dans le monde des vivants, Hitler saisit la première occasion pour fausser compagnie à Eugene.